# Пайцдорф
Па́йцдорф (нем. Paitzdorf) — община в Германии, в земле Тюрингия.
Входит в состав района Грайц. Подчиняется управлению Лендерек. Население составляет 392 человека (на 31 декабря 2010 года). Занимает площадь 8,68 км².
Коммуна подразделяется на 2 сельских округа.